# Antonio Bartolomeo Bruni
Antonio Bartolomeo Bruni (Cuneo, 28 gennaio 1757 – Cuneo, 6 agosto 1821) è stato un compositore, violinista e direttore d'orchestra italiano.

## Studio ed esordio
Studiò a Torino con Gaetano Pugnani e forse a Novara con Speziani (secondo Fétis). Recatosi a Parigi, esordì nel 1780 al Concert Spirituel dove fece rappresentare nel 1786 Corradino, Celestina, Le mariage de J.J. Rousseau, Le major Palmer e altre fino al 1802. Membro dell'orchestra della Commedie italienne e collaboratore con altri al Journal de violon, nel 1789 fu chiamato da Giovanni Battista Viotti a succedere a Niccolò Mestrino come direttore d'orchestra del Theatre de Monsieur, ma tenne l'incarico solo per pochi giorni per dedicarsi interamente alla composizione. Sotto il regime del Terrore ebbe l'incarico di catalogare gli strumenti posseduti dagli emigrati, mentre sotto l'Impero fu nominato primo violino dell'imperatrice Giuseppina.

## Composizioni
- Metodo per viola seguito da 25 studi
- 6 Trio Concertanti for 2 Violini e Viola o Cello, Op.1
- 6 Trio per archi, Op.2
- 6 Duetti per Violino e Viola Op.4
- 6 Trio per archi, Op.4
- 6 Duetti per Violino e Viola, Op.25
- 6 Duettini, Op.34
- 6 Trio per archi, Op.34
- 6 Trio per 2 Violini e Viola, Op.36
- 6 Duo concertanti per 2 Viole,
- 6 Quartetti per 2 Violoni, Viola e Basso
- 6 Quartetti d'archi

### Opera
- L'Isola incantata ou L'Isle enchantée (1789)[2]
- Claudine, ou Le Petit Commissionnaire (1794)
- Toberne ou Le Pêcheur suédois (1795)[3]
- Le Major Palmer (1797)[4]
- La rencontre en voyage (Comédie en un acte) (1798)
- L'auteur dans son ménage (Opéra-comique en un acte) (1799)

## Discografia
- Sei Duo Concertanti per violino e viola (Andrea Rognoni, violino - Stefano Marcocchi viola) on period intruments - MV Cremona
- 6 Sonate per viola op.27 (Dynamic 1997 - S2005)[5]
- Sei Duo Concertanti per violino e viola (L'Orfeo Ensemble Di Spoleto - Mondo Musica 1999)[6]
- 6 Duo Concertanti per violino e viola, Book 4 (Natalia Lomeiko, Yuri Zhislin - Naxos 2011)[7]
- 25 Studi per viola (prima registrazione mondiale) - Marco Misciagna, viola (MM12, 2024)[8]